# Магнушев (гміна)
Гміна Магнушев (пол. Gmina Magnuszew) — місько-сільська гміна у центральній Польщі. Належить до Козеницького повіту Мазовецького воєводства.
Станом на 31 грудня 2011 у гміні проживало 6764 особи.

## Площа
Згідно з даними за 2007 рік площа гміни становила 140.92 км², у тому числі:
- орні землі: 65.00%
- ліси: 20.00%

Таким чином, площа гміни становить 15.37% площі повіту.

## Населення
Станом на 31 грудня 2011:
| Опис     | Загалом | Загалом | Чоловіки | Чоловіки | Жінки | Жінки |
| -------- | ------- | ------- | -------- | -------- | ----- | ----- |
| одиниця  | осіб    | %       | осіб     | %        | осіб  | %     |
| все      | 6764    | 100     | 3452     | 51.03    | 3312  | 48.97 |
| міське   | 0       | 100     | 0        |          | 0     |       |
| сільське | 6764    | 100     | 3452     | 51.03    | 3312  | 48.97 |

## Сусідні гміни
Гміна Магнушев межує з такими гмінами: Варка, Вільга, Гловачув, Грабув-над-Пилицею, Козеніце, Мацейовіце.